# Siete Iglesias de Trabancos (kommunhuvudort)
Siete Iglesias de Trabancos är en kommunhuvudort i Spanien.   Den ligger i provinsen Provincia de Valladolid och regionen Kastilien och Leon, i den centrala delen av landet, 160 km nordväst om huvudstaden Madrid. Siete Iglesias de Trabancos ligger 721 meter över havet och antalet invånare är 548.
Terrängen runt Siete Iglesias de Trabancos är platt, och sluttar norrut. Runt Siete Iglesias de Trabancos är det glesbefolkat, med 11 invånare per kvadratkilometer. Närmaste större samhälle är Alaejos, 5,6 km sydväst om Siete Iglesias de Trabancos. Trakten runt Siete Iglesias de Trabancos består till största delen av jordbruksmark.